# Алексеевская крепость
Алексеевская крепость — укреплённое поселение в устье реки Кинель. Основана в 1700 году для защиты от набегов степных кочевников.
Впоследствии вошла в Ново-Закамскую оборонительную линию.

## История
Строительством руководил Казанский воевода Никита Алфёрович Кудрявцев. Из Самары были выделены 36 казаков во главе с Иваном Исаевым и 50 посадских людей. К октябрю 1700 года на территории монастырского рыбного двора была достроена деревянная крепость и часовня. Крепость назвали в честь царевича Алексея и его небесного покровителя Святого Алексия.
Крепость имела форму равностороннего треугольника, с длиной сторон 80 метров. В 1704 году в новоустроенные и выдвинутые вперед укрепления Алексеевское и Сергиевское была переведена из Самары часть городовых Самарских казаков, причем новые укрепления сыграли роль опорных пунктов для связи Яицкого Войска с Закамской линией.

В 1728 году Симбирский стольник Хрущев описал Алексеевск: 
… от города Самары в двадцети шести верстах имеется пригород Алексеевск. Построен вновь на реке Самаре в угоре, земляной, на три угла клином и ныне осыпался и вместо крепости по тому городу обнесено забором мерой в трёх стенах… по тритцети по осми сажен. В круг его был ров и ныне весь осыпался и вкруг всего жилья обнесено забором и при том заборе от приходу воинских людей каракалпак и других приходов рогатками… А живут в нём люди русские прапорщик один, капралов-четыре, солдат-девяносто восемь, казаков-сорок восемь, посадских-двадцеть, бобылей-семь человек. А стоит город на берегу реки Самары. Стороны его-болото впало в Самару, а з дву сторон пришла дикая степь, а лесов блиско нет, только лес по реке Самае да по Кинелю. И та река Кинель в расстоянии от того города в версте пала в реку Самара и по тем рекам лес… А построен город на перелазех их воинских людей вместо охранения от воинских людей…
С помощью Самарских казаков был построен Яицкими казаками Сакмарский городок в 1725 году при устье реки Салмыша. С тех пор входившая в состав Оренбургского казачьего Войска Сакмарская станица составилась из 300 Яицких с семействами казаков, части Исетских, Самарских и Уфимских казаков. В 1731—1736 годах была построена Ново-Закамская оборонительная линия, начинавшаяся от Алексеевской крепости, также был возведен Кинельский редут. В 1735 году в Алексеевской крепости располагалось 4 конных роты Сергиевского полка (408 человек) и 1 пешая рота Алексеевского полка (156 человек). При формировании Сакмарской дистанции вдоль левого берега Сакмары в 1742 году Алексеевские казаки были переселены в новую крепость Воздвиженскую. 
Во время Пугачёвского восстания, в декабре 1773 года, отряд показаченных солдат из Алексеевской крепости вышел навстречу силам повстанцев и примкнул к ним. Мятежные войска заняли крепость и сделали её своим опорным пунктом. В январе 1774 года царские войска взяли крепость. После подавления восстания крепость стала обычным селом.